# О’Мэлли, Оуэн
Оуэн О’Мэлли (англ. Owen St. Clair O'Malley; 04.05.1887, Истборн — 16.04.1974, Оксфорд) — британский дипломат.
На службе в Форин-офис с 1911 года.
В 1939—1941 годах посол Великобритании в Венгрии.
В 1943—1945 году посол Великобритании при польском правительстве в изгнании.
«Убийства в 1940 г. в Катыни польских офицеров… Анализ соответствующих данных был предпринят сэром Оуэном О’Малли, британским послом при польском правительстве в эмиграции… Его сообщение оставляло мало сомнений в виновности советской стороны».
В 1945—1947 году посол Великобритании в Португалии.
Рыцарь-командор ордена Святого Михаила и Святого Георгия (1943).
25.10.1913 в Лондоне сочёлся браком с Мэри Sanders.